# Kollmann Gergely
Kollmann Gergely (Ajka, 1975. augusztus 31. –) jogász, közgazdász, 2008-tól a „Dél-balatoni LEADER” Vidékfejlesztési Nonprofit Zrt. elnöke.
1998-ban tőzsdei szakvizsgát (brókervizsgát) tesz, emellett mérlegképes könyvelői és adótanácsadói képesítéssel is rendelkezik. Az IBS-ben (International Business School), a Nemzetközi Üzleti Főiskolán, ahol 2002-ben az első – közgazdász – diplomáját szerezte, 3 évig hallgatói önkormányzati (HÖK) képviselő, 2001–2002 között a HÖK elnöke és a Főiskolai Tanács tagja. Angol szakmaival bővített C típusú középfokú nyelvvizsgával rendelkezik, valamint beszél németül. 2005-ben a Nyugat-magyarországi Egyetemen külügyi szakértő szakközgazdász oklevelet szerez. 2010-ben fejezi be jogi tanulmányait a Károli Gáspár Református Egyetemen, jogi doktorrá avatják. 2012-ben végez a Nemzeti Közszolgálati Egyetem igazgatásszervezői szakán. 2013-ban a Budapesti Corvinus Egyetemen felszámolási és vagyonfelügyeleti szakközgazdász diplomát kap. 2018-ban a Gödöllői Szent István Egyetemen átveszi hatodik, jeles minősítésű bizalmi vagyonkezelő szakközgazdász diplomáját. A 2002. október 20-i helyhatósági választásokon Fonyód város addigi legfiatalabb önkormányzati képviselőjévé választják. Alapítványt hoz létre a térség egyetemistáinak ösztöndíjjal való támogatására. Önkormányzati képviselőként megszervezi Fonyódra a 2004-es nagy sikerű, 30 000 vendégéjszakás EFOTT-fesztivált. 2006–2010 közt a Somogy Megyei Önkormányzat tagja. Három önkormányzati miniszter delegáltjaként is dolgozott a Balaton Fejlesztési Tanácsban 2007–2010 közt. Több gazdasági társaság vezető tisztségviselője és számos egyesület elnöke. Szeret utazni: Ausztrálián kívül minden földrészen megfordult, Európa szinte összes országában járt. A Balaton szerelmese, szabadidejét a természetben tölti: vadászik, búvárkodik, horgászik. Három fiúgyermek édesapja: Kollmann Péter (2013), Kollmann Ádám (2013) és Kollmann Dániel (2015).

## Önkormányzati, érdekképviseleti, társadalmi szervezeti tagságok, tisztségek
·      Az IBS hallgatói önkormányzatának elnöke (2001-2002)
·      Az IBS hallgatói önkormányzatában évfolyami képviselő (1999-2002)
·      Fonyód Város Önkormányzatának egyéni önkormányzati képviselője (2002-2006)
·      Fonyód Város Önkormányzatának egyéni önkormányzati képviselője II. (2006-2009)
·      Fonyód Város Önkormányzata pénzügyi bizottságának elnöke (2003-2006)
·      Fonyód Város Önkormányzata oktatási, művelődési bizottságának tagja (2002-2006)
·      Fonyód Város Önkormányzata ügyrendi bizottságának tagja (2006-2009)
·      A Somogy Megyei Közgyűlés tagja (2006-2010)
·      A Somogy Megyei Közgyűlés önkormányzati és jogi bizottságának tagja (2006-2010)
·      A Somogy Megyei Közgyűlés kisebbségi bizottságának tagja (2006-2008)
·      A Somogy Megyei Közgyűlés európai és nemzetközi bizottságának tagja (2006-2010)
·      A Somogy Megyei Közgyűlés vidékfejlesztési és mg.-i bizottságának alelnöke (2008-2010)
·      A Fonyód Hazavár Közhasznú Alapítvány kuratóriumának elnöke (2005-2007)
·      Három önkormányzati miniszter delegáltja a Balaton Fejlesztési Tanácsban (2007-2010)
·      A Kunffy Lajos Közösségépítő Közhasznú Egyesület elnöke (2010-)
·      A Zöld Kultúra Közhasznú Egyesület elnöke (2013-)
·      Az Együtt Irmapusztáért Egyesület elnöke (2013-)
·      A Natura IKSZT Közhasznú Egyesület elnöke (2014-)